# Дурмана лист
Дурмана лист (торговое название лекарственного средства; лат. Folia Daturae stramonii) — антихолинергический препарат.

## Общая информация
Собранные в период от начала цветения и до конца плодоношения и высушенные листья травянистого дикорастущего и культивируемого однолетнего растения дурмана обыкновенного (Datura stramonium L.), сем. пасленовых (Solanaceae). Содержат гиосциамин и другие алкалоиды группы атропина.
Сумма алкалоидов должна составлять не менее 0,25%. При содержании более 0,25% листья применяют в соответственно меньшем количестве. Обладают противоспазматическим действием. Входят в состав сбора противоастматического.
Высшие дозы для взрослых: разовая 0,2 г, суточная 0,6 г.

## Масло дурманное (Oleum Stramonii).
Прозрачная маслянистая жидкость от жёлтого до желто-зелёного цвета, своеобразного запаха. Применяется наружно для растираний при невралгиях, ревматизме. Входит в состав линиментов для растираний (см. Метилсилицилат).